# Burivoj
Burivoj je prvi legendarni vođa ruske dinastije Rurjikoviča.
Po legendi on je živio na obali Baltičkog mora u blizini Iljmenskog jezera gdje se danas nalazi grad Slavjansk. Na tom teritoriju on je vladao lokalnim slavenskim pučanstvom tako uspješno da je stekao poštovanje vikinga s kojim je živio u miru. Nakon smrti Burivoj je bio naslijeđen od također legendarnog unuka Gostomisla.
Danas o vladavini Burivoja i njemu samom nema nikakvog traga. U slučaju ako je ova ruska legendarna povijesna ličnost postojala ona je vladala krajem 8. i početkom 9. stoljeća.